# 美因河畔诺德海姆
美因河畔诺德海姆是德国巴伐利亚州的一个市镇。总面积5.30平方公里，总人口1026人，其中男性533人，女性493人（2011年12月31日），人口密度194人/平方公里。